# Pedro de Rúa
El bachiller Pedro de Rúa o Rhúa, (Soria,? - Soria, 1556) humanista y helenista español del siglo XVI.

## Biografía
En Soria fue profesor de letras humanas hasta su muerte en 1556. Acumuló un gran saber y escribió tres Cartas censorias sobre las obras historiales del obispo Fr. don Antonio de Guevara... (Burgos, 1549) en buen estilo, atacando los errores y mentiras y la falsa erudición y descuido desplegadas por el escritor franciscano y célebre obispo de Mondoñedo fray Antonio de Guevara, a quien había conocido en Ávila, especialmente en su Vida de Marco Aurelio y sus Epístolas familiares; este le replicó muy desairadamente, pues no pudo refutar nada de cuanto Rúa le acusaba. Además se carteó con célebres humanistas que fueron sus amigos, como Álvar Gómez de Castro, y tradujo del griego algunas obras que no llegaron a imprimirse, como el Critón y el Fedón de Platón. En Alcalá de Henares fue premiado varias veces como poeta.